# روث کیلب
روث کِـیـلِـب (انگلیسی: Ruth Caleb؛ زادهٔ ۱۳ مهٔ ۱۹۴۲) تهیه‌کننده تلویزیونی و تهیه‌کننده فیلم است.
از فیلم‌ها یا مجموعه‌های تلویزیونی که وی در آن‌ها نقش داشته‌است، می‌توان به اوپنهایمر و آخرین چاره اشاره نمود.